# Adromischus diabolicus
Adromischus diabolicus és una espècie de planta suculenta del gènere Adromischus, que pertany a la família Crassulaceae.

## Taxonomia
Adromischus diabolicus Toelken va ser descrit per Helmut Richard Toelken i publicat a Bothalia 12 : 633 (1979).